# Ārik-dēn-ili
Ārik-dēn-ili (früher auch als Pudi-ilu gelesen), Sohn des Enlil-nirari, war ein mittelassyrischer König. Er regierte nach der assyrischen Königsliste 12 Jahre. Seine genaue Datierung ist umstritten:
| Autor              | Regierungszeit    | Anmerkungen            |
| ------------------ | ----------------- | ---------------------- |
| Olmstead 1920      | 1315–1300 v. Chr. |                        |
| Grayson 1969       | 1319–1308 v. Chr. | mittlere Chronologie   |
| Gasche et al. 1998 | 1311–1301 v. Chr. | Ultrakurze Chronologie |
| Freydank 1991      | 1307–1296 v. Chr. |                        |

## Titel
Ārik-dēn-ili nannte sich „legitimer König“ (gewöhnlich ein Zeichen für das Gegenteil), „starker König“ und „König von Assyrien“. Das ist ein deutlicher Wechsel gegenüber der Titulatur seiner Vorgänger, die sich durchgängig als Vizekönig des Aššur (išši'ak Assur) bezeichneten. Adad-nārārī nennt ihn Statthalter des Enlil, Vizekönig von Aššur, Eroberer der Länder von Turuki und Nigimti in ihrer Gesamtheit, zusammen mit ihren Königen, Bergen und Hochländern, des weitgespannten Quti, dem Land der Ahlamu, der Suti, der Iari und ihrer Länder, der die Grenzen des Landes ausdehnte.

## Regierung
Der erste Feldzug wurde gegen Iašubakula an der Grenze zu Elam geführt.
Ein sehr fragmentarischer Text aus der assyrischen Chronik berichtet von einem Feldzug gegen Esini, der dreißig Streitwagen besaß. Der fünfte Feldzug richtete sich wieder gegen Esini, es war Ārik-dēn-ili also kein dauernder Erfolg beschieden. Arnuna/ni in Nigimhi, Kutila, Tarbisi und das Land Ḫalaḫi wurden erobert, Ārik-dēn-ili brachte reiche Beute nach Aššur, Vieh, aber auch Lebensmittel und Metall. Er setzte dabei mindestens 90 Streitwagen und auch Rammböcke ein.
Der dritte Feldzug richtete sich wieder gegen Kutila, Tarbisi und Kudina, die vielleicht im Land der Guti, also im südlichen Zagros lagen. Im selben Jahr überschritt Ārik-dēn-ili den Fluss Maštuate mit dreißig Streitwagen, besiegte 600 Streitwagenkämpfer und Rim Aku, den Herrscher der Stadt Namubilhi.
Der 4. Feldzug richtete sich wieder gegen Ḫalaḫi. Vermutlich zur selben Zeit kam es zu Zusammenstößen mit den Iauri (Iari), Ahlamu und Suti, Steppennomaden, die manchmal als  Aramäer identifiziert werden.
Auch der 5. Feldzug brachte reiche Beute, eine Koalition um Esini wurde niedergeworfen. Siege gegen Kummuḫ und seine Verbündeten am oberen Euphrat wurden errungen.
Einem Konflikt mit Hanilgabat ging Ārik-dēn-ili demnach sorgfältig aus dem Weg. Er erweiterte das assyrische Herrschaftsgebiet entlang des Tigris nach Norden, vor allem auf dem östlichen Ufer des Flusses und unterwarf die dortigen nomadischen Stämme. Dabei erreichte er vermutlich die Südgrenze von Mitanni.

## Bauten
Ārik-dēn-ili erbaute den Tempel des Šamaš, „des erhabenen Gottes“ „für die Nachwelt“. Missernten in Assyrien wurden auf den Zorn des Gottes zurückgeführt, dessen Tempel man hatte wüst liegen lassen. Auch an dem königlichen Palast in Assur scheint er Reparaturen durchgeführt zu haben, wie Ziegelinschriften mit seinem Namen belegen.

## Eponyme
- Berutu, Sohn des Eriba-Adad I.